# Accords d'Alger (1981)
 (décembre 2009).
Si vous disposez d'ouvrages ou d'articles de référence ou si vous connaissez des sites web de qualité traitant du thème abordé ici, merci de compléter l'article en donnant les références utiles à sa vérifiabilité et en les liant à la section « Notes et références ».
Pour les articles homonymes, voir Accords d'Alger.
Les accords d'Alger du 19 janvier 1981 ont été négociés par le gouvernement algérien entre les États-Unis et la république islamique d'Iran pour résoudre la crise iranienne des otages, crise née de la prise de contrôle de l'ambassade américaine à Téhéran le 4 novembre 1979, et de la prise d'otage du personnel de celle-ci. Par cet accord les 52 citoyens américains ont été mis en liberté et furent en mesure de quitter l'Iran,,.
Parmi ses principales dispositions suivantes :
- Les États-Unis n'interviennent pas dans les affaires intérieures iraniennes.
- D'enlever le gel des avoirs iraniens aux États-Unis et pas de sanctions commerciales contre l'Iran.
- Les deux pays prendraient fin du contentieux entre leurs gouvernements respectifs et les citoyens en se référant à l'arbitrage international.
- Les États-Unis feraient en sorte que les décisions des tribunaux des États-Unis concernant le transfert des biens de l'ex-Shah serait indépendante de « principes de l'immunité souveraine » et ne seraient pas forcées.
- Les dettes iraniennes à des institutions américaines seraient payées.

Le négociateur en chef américain a été Secrétaire d'État adjoint Warren Christopher et le négociateur en chef algérien a été le ministre des Affaires Étrangères Mohamed Seddik Benyahia. Les réunions se tiennent dans la Villa Montfeld, siège de l'ambassade des États-Unis à Alger.